# Solegnathus robustus
Solegnathus robustus is een  straalvinnige vissensoort uit de familie van zeenaalden en zeepaardjes (Syngnathidae). De wetenschappelijke naam van de soort is voor het eerst geldig gepubliceerd in 1911 door McCulloch.
De soort staat op de Rode Lijst van de IUCN als Onzeker, beoordelingsjaar 2008.